# Eric Winter
Eric Barrett Winter (La Mirada, 17 juli 1976) is een Amerikaanse acteur en model. Hij is bekend als Rex Brady uit de serie Days of Our Lives. Winter trouwde in november 2009 met actrice Roselyn Sánchez.